# タラバガニ

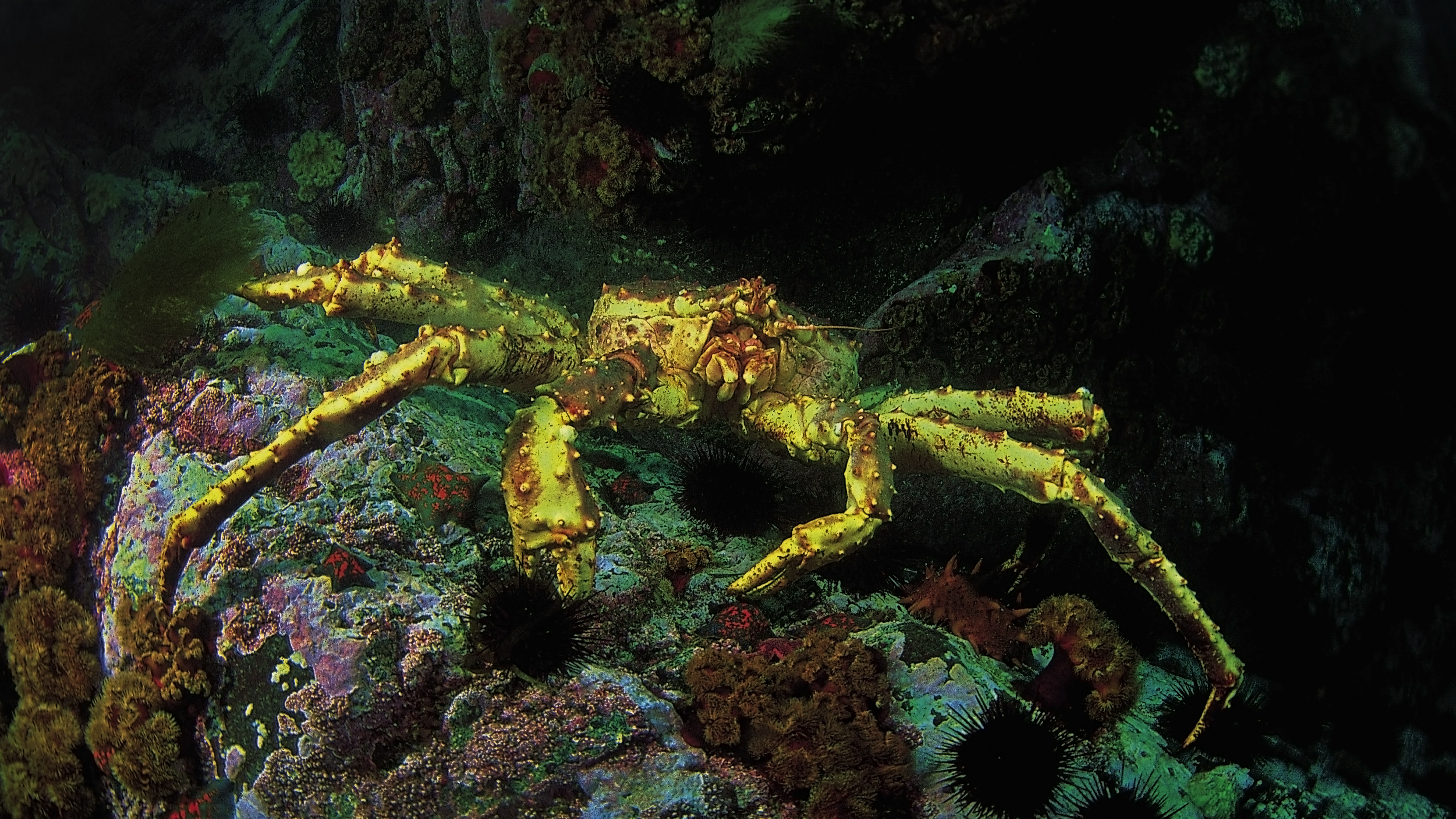
Paralithodes camtschaticus

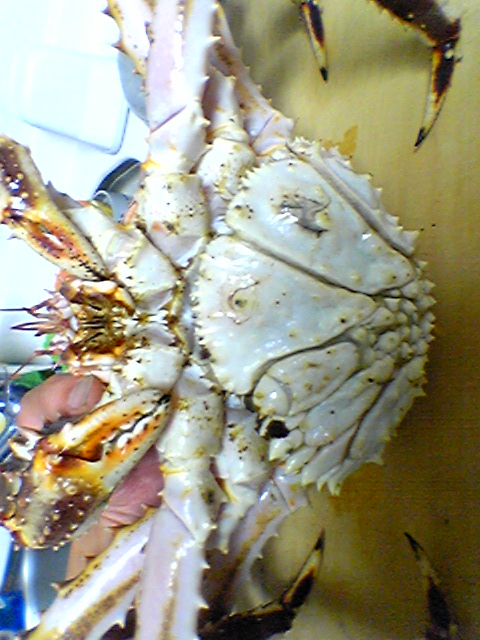
タラバガニの腹側（メス）。カニ類と違って、腹部に左右対称性は見られない。

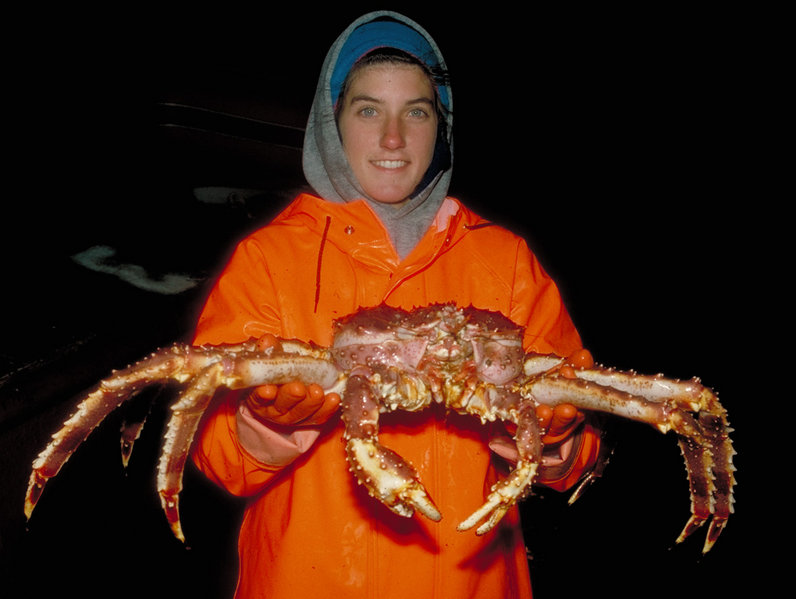
タラバガニの大きさ

タラバガニ（鱈場蟹、学名：Paralithodes camtschaticus、英語：Red king crab）は、十脚目（エビ目） - 異尾下目（ヤドカリ下目） - タラバガニ科 - タラバガニ属に属する甲殻類の一種。タラバガニ属はタラバガニを含む5種からなる。
生物学的な分類では、カニの仲間（カニ下目）ではなく、ヤドカリの仲間（ヤドカリ下目）である。ただし、見かけはカニによく似ている。カニの脚は10本だが、タラバガニでは目立つ脚は8本という違いがある（ただし実際には10本ある。後述）。
水産業・貿易統計等の分野ではカニの一種として取り扱われ、重要な水産資源の一種に位置づけられている。

## 呼称

### 学名
種小名は camtschaticus。分布域内にあるカムチャツカ半島に由来する。種小名は女性形 camtschatica が用いられることもあるが、属名の Paralithodes は男性形なので、同じく男性形の camtschaticus を使用するのが望ましい。

### 和名
和名は「たらばがに」、「鱈場蟹」「多羅波蟹」などの漢字表記がある。ほかに、方言として「たらがに」「いばらがに」などがみられる。俗に「カニの王様」とも呼ばれる。
名称の由来は、生息域がタラの漁場（鱈場［たらば］）と重なることに因るという。異説として、かつては用途がなく漁村に山積みで放棄されていたことから「殻場」が語源だともいう。タラ漁師が誤って網を海底までおろしてしまい、網を引き上げてみると見たことのないカニが掛かっていたのがタラバガニ漁の起源である、との伝えもある。
標準和名「タラバガニ」は、和名「たらばがに」を生物学が、学術名として引き継いだものである。「カニ」の名称は学術的には問題があるが、広く普及している通俗名を重視する姿勢をもって、改められることなく採用された。

### その他の言語
英語では「king crab」。または、「king crab 」という大グループのうちの一種との認識で、「red king crab 」（仮名転写：レッドキングクラブ）や、「alaska king crab」（仮名転写：アラスカキングクラブ）と呼ばれる。なお、カブトガニも同じ英名 King Crab と呼ばれる。こちらはカニではなく、クモに近い動物である。
ロシア語では「Камчатский краб」（仮名転写：カムチャツキイクラブ）。
北欧では「Stalin’s Crab」（スターリンズクラブ、ヨシフ・スターリンのカニの意）との俗称がある。もともとバレンツ海にはタラバガニは分布していなかったが、ロシアから人為的に導入されたものが外来種として増殖した。これは1960年代にロシア科学者が漁業資源を増やす目的だったと考えられているが、それより以前の第2次世界大戦前にスターリンが飢餓対策としてカムチャツカから導入したという俗伝もある。

## 分類
外観上は明らかにカニに見え、呼称も「カニ」（crab）というが、生物分類学上はカニ（短尾類）ではなくヤドカリ（異尾類）の仲間に位置づけられており、「カニの形をしたヤドカリ」である。カニではなくヤドカリに分類される主な理由は、メスの腹部が左右非対称で腹肢が左側だけにしかない、第5脚（胸脚のうち最後のもの）が小さく鰓室内にさしこまれている（このため、ふつうのカニはハサミを含めて脚が5対（10本）なのに対し、タラバガニは脚が4対（8本）しかないように見える）ことなどによる。ほかにも、メスの生殖孔が第2歩脚の底節にある、オスに交尾器がない、はさみ脚の長節が腕節より短い、といった身体的特徴がヤドカリと合致する。
- 古典的な分類[5]

- 十脚目
  - 異尾（いび）亜目
    - 寄居蟲（やどかり）族
      - たらばがに科
        - たらばがに属
          - たらばがに

- 現代の分類

- 十脚目
  - エビ亜目
    - ヤドカリ下目
      - ヤドカリ上科
        - タラバガニ科
          - タラバガニ属
            - タラバガニ

タラバガニ属とその下位分類5種（タラバガニとその近縁種）
- タラバガニ属 Paralithodes Brandt, 1848[14]
  - ハナサキガニ Paralithodes brevipes (H. Milne Edwards and Lucas, 1841)[15]
  - 和名未定 Paralithodes californiensis (J. E. Benedict, 1895)[16]
  - タラバガニ Paralithodes camtschaticus (Tilesius, 1815) [17]
  - アブラガニ Paralithodes platypus  Brandt, 1850 [18]
  - 和名未定  Paralithodes rathbuni  (J. E. Benedict, 1895)  [19]

近縁種として、北日本沿岸に分布するタラバガニ属（学名：genus Paralithodes）として、タラバガニ（学名：P. camtschaticus、英語名：red king crab）のほかに、アブラガニ（学名：P. platypus、英語名：blue king crab）と ハナサキガニ（学名：P. brevipes）、北太平洋東岸の P. californiensis （英語名：California king crab）、および、P. rathbuni の4種類がある。前3者はどれもタラバガニ同様重要な食用種となっている。
そのほか、チリ・アルゼンチン付近に分布する南タラバガニ(学名：Lithodes santolla、英語名：Southern king crab)、Lithodes Turkayi（英語名：South Atlantic king crab）や南極イバラガニ（学名：Paralomis spinosissima、英語名：Antarctic stone crab）も食用種として捕獲されている。

## 生物的特徴

### 形態

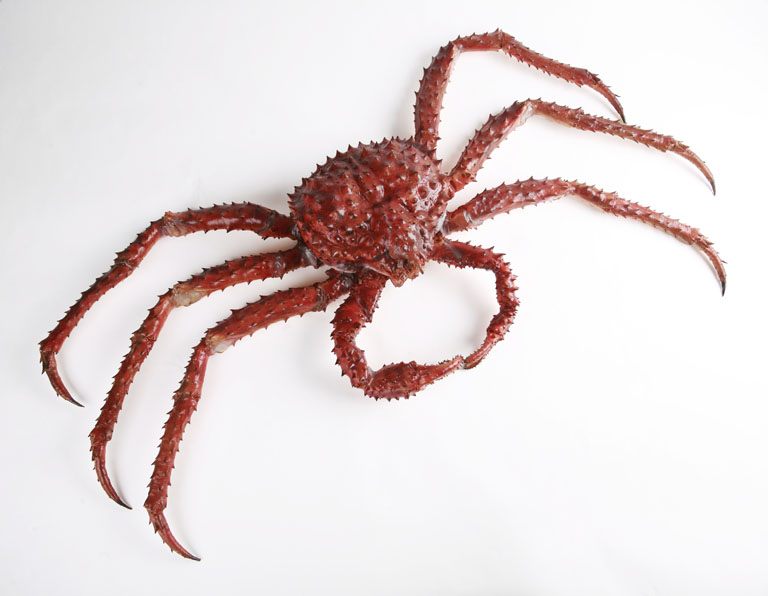
インディアナポリス子供博物館のコレクションのタラバガニ。

甲幅は25cmほどで、脚を広げると1mを超える大型甲殻類である。全身が短い棘状突起で覆われている。
食用として流通する際は茹でられて赤橙色になったもの（外骨格に含まれる成分であるアスタキサンチンが加熱によって可視化したもの）が多いが、生体は背中側が暗紫色、腹側が淡黄色をしている。
甲は丸みがあり、やや前方に尖った五角形をしている。両脇が盛りあがり、複眼の間に尖った額角、中央に"H"型の溝がある。なお、心域（H字の中央下の区画）に6つの突起があり、ここで近縁種のアブラガニ（突起が4つだけ）と区別できるが、稀に5本の個体（アブラガニ）も見つかる。
5対の歩脚のうち、第1歩脚は、鋏脚で、右の鋏が左より大きい。太くて長い歩脚の中では第3脚が特に長い。第5歩脚は小さくて鰓室（さいしつ）に差し込まれており、鰓（えら）の掃除をする役割がある。このため外見はほぼ「カニ」であるが、脚が3対しかないように見える。他にもメスの腹部の左右が異なり、腹肢が左側のみにあることなど、ヤドカリ類の特徴がある。また、横方向に移動するのが一般的であるカニに対して、タラバガニは縦方向にも移動ができる。顔立ちもよく見ると、カニ類よりは、ヤドカリ類に近い特徴を備えていることがわかる。

### 分布
寒海性で、北太平洋（樺太沿岸・オホーツク海・ベーリング海・アラスカ沿岸）・日本海・北極海の冷水帯（水温10℃以下）に生息する。生息する深度は北へ行くほど浅く、漁獲域は主に、日本海南部では水深350メートル付近、北海道周辺では180メートルから200メートル、北極海などでは水深30メートル、となっている。ただし、季節や、性齢による違いもある。幼体は集団で沿岸部の浅い海域に住み、成長した個体は単独で深い沖合に住む。
分布の南限は、日本海では隠岐諸島（島根県）周辺（北緯36度付近）、太平洋西部では三陸海岸以北から襟裳岬（北海道）周辺（北緯42度付近）、太平洋東部ではカナダ沿岸（北緯50度付近）となっている。分布の北限はアラスカの北極海沿岸。日本の太平洋沿岸では、駿河湾や徳島県沖の水深約850- 約1,100mの海域での捕獲も記録されている。
このほか、本来の生息域ではないが、20世紀に人為的に導入されたことで、ノルウェー・ロシア沿岸のバレンツ海にも生息する。1960年代に旧・ソビエト連邦の科学者がバレンツ海に放流し、繁殖させることに成功した。1980年代後半からノルウェー沖でも生息が観察されるようになり、現在でも分布域を広げつつある。この個体群はロシア・ノルウェー両国で漁業資源として利用されているが、天敵がいない環境で爆発的繁殖を遂げ、外来種として既存の生態系を脅かす存在ともなっている。

### 生殖
通常期は、オスとメスとは分かれて集団で生息する。春（地域にもよるが、おおむね4月から6月）になると、繁殖のため、沿岸部などの水深30メートルから50メートルほどの浅い海底に集まる。さきにメスが集まり、つれてオスがやってくる。
まず、3日から7日ほどの間、オスがハサミでメスのハサミをつかむ。これを「ハンドシェーキング」と呼ぶ。このあとメスが脱皮し、続いて交尾が行われる。ただし、オスは交尾針を有さないので、メスの生殖孔の近くに精莢を押しつける。これに応じてメスが産卵し、ハサミをつかって卵と精子を撹拌し受精させる。
卵は楕円形で、長径0.8ミリメートルから1.0ミリメートル、短径0.7ミリメートルから0.9ミリメートル。色は青紫色。甲羅長が10センチメートルから15センチメートルのメスが、おおむね5万粒から18万粒の卵を産む。大きいメスほど産卵数も多く、甲羅長14センチメートルの個体で13万粒、甲羅長17センチメートルの個体で27万粒。
卵はメスの腹部に卵塊となって付着し、1年程度抱卵、翌年の3月半ばから5月頃に孵化する。

### 成長と寿命
誕生したゾエア幼生は、はじめは中層を浮遊する。最初の脱皮以後は、水深15メートルから75メートルほどの海底付近を遊泳する。4回の脱皮を経てグラウコトエ幼生に変態、さらに1度の脱皮により甲長1.7ミリメートルほどの稚ガニになると、底生になる。ここまででおよそ2ヶ月を要する。
このあとも10回前後の脱皮を行いながら大きくなる。1年で10ミリメートル、2年で25ミリメートル、5年で40ミリメートルから85ミリメートル、6年で10センチメートルほどになる。成長は遅く、オス・メスとも10センチメートルほどで性成熟となるが、そこまでにおおむね10年を要する。
オスとメスでは寿命が異なり、オスは30年から31年程度、メスは25年ないし27年から34年程度と推定される。

### 食性
食性は肉食で多毛類、貝類など様々な小動物を捕食する。一方、天敵としては、人間以外にもオオカミウオやミズダコなどがいる。

## 日本人との関わり

### 漁獲
日本における主な漁場はオホーツク海で、沖合底引き網や刺し網で漁獲され、かつては蟹工船があり、漁獲したものを海上で缶詰にまで加工していた。かつては、マダラの延縄漁でも混獲されていたが、乱獲によって生息数の減少が危惧されている。
日本では「タラバ」蟹類採捕取締規則（昭和8年農林省令第9号）という命令により、メスの採捕が禁止されているが、販売についての規制は特になく、ロシアからの輸入品が「子持ちタラバ」として流通している。
海外におけるタラバガニの漁場はアメリカ合衆国アラスカ州のベーリング海のブリストル湾、同じくベーリング海のノートンサウンドという名の入り江やカムチャッカ半島近海などが有名である。
その中でもアメリカ産(アラスカ産)が非常に人気があり日本にも毎年輸入されている。
日本への輸入業者としてはアメリカ最大の水産会社であるトライデントシーフードやニッスイが代表的である。

### 流通・食用
塩茹でや蒸し蟹として流通することが多く、缶詰(身に含まれる硫黄が缶の鉄と化合して黒く変色するのを防ぐために身を硫酸紙で包む場合もある)にも加工される、いずれもそのまま食べる以外にも様々な料理の材料として、使われる。日本では半透明の生身を刺身で賞味することもあるが、加熱したものより繊維質が強靭で、旨みも薄い。ヤドカリの仲間であることから、ケガニやズワイガニとは違い、カニミソは油分・水分が多く生臭さがあり、通常は食用にされない。

#### アブラガニとの混同
アブラガニはタラバガニとよく似ており、しばしば混同されることもあるが、アブラガニを「タラバガニ」と表示して販売することは、日本では禁止されている。
2004年に「タラバガニ」の原材料偽装（実際はアブラガニ）が日本で問題となった。アブラガニは従来北海道の産地ではタラバガニと明確に別の種類として扱われていたが、後に価格も上昇しタラバガニの代用品として利用されるようになった。
2004年3月21日の毎日放送系ローカル『Voice』、同年4月25日のTBS系『報道特集』にて、偽装販売問題が放映され、北海道札幌市の二条市場への取材により、一部の店舗で偽装を認めたコメントが放映された。
2004年、公正取引委員会の調査により、4月27日付そごう広島店の｢初夏の北海道物産展｣の折り込みチラシに、アブラガニをタラバガニであるかのように表示していたが、実際にはアブラガニであった事実等が認められ、6月30日、景品表示法の規定に基づき、株式会社そごうほか3社に排除命令を行った。これらの一連の報道をきっかけに、アブラガニの存在が広く知られるところとなった。
また、アブラガニのほかにもイバラガニ（学名：Lithodes turritus）など多くの近縁種を抱えているので、こちらも偽装に使われるのではないかと指摘する関係者も存在する。

### 文学
本来は、タラバガニの漁期は春から夏の間であるが、「タラバガニ」は冬の季語になっている。日本では小林多喜二の『蟹工船』でも知られる。